# Козырёво (Опочецкий район)
Козырёво — деревня в Опочецком районе Псковской области. Входит в состав Матюшкинской волости

## География
Расположена у левобережья реки Исса, в 26 км к северу от города Опочка и в 3 км к северо-западу от волостного центра, деревни Матюшкино.

## Население
| 2001 | 2002 | 2010 | 2014 | 2015 | 2016 |
| ---- | ---- | ---- | ---- | ---- | ---- |
| 13   | ↘10  | ↘6   | →6   | ↘5   | ↘4   |